# Бережковский мост
Бережко́вский мост — мост в Москве, построенный через реку Москва, открыт 28 октября 1998 года на трассе Третьего транспортного кольца параллельно железнодорожному Лужнецкому мосту. Длина моста составляет 364 метра. Назван по Бережковской набережной.
Мост соединяет московские районы «Раменки» и «Хамовники». Состоит из нескольких пролётных строений и опор. На пролётной конструкции моста расположены проезжая часть для движения транспорта, пешеходные проходы и трубопроводы.